# Antoniów (Basse-Silésie)
Pour les articles homonymes, voir Antoniów.
Antoniów est une localité polonaise de la gmina de Stara Kamienica, située dans le powiat de Jelenia Góra en voïvodie de Basse-Silésie.